# Capó (gall)

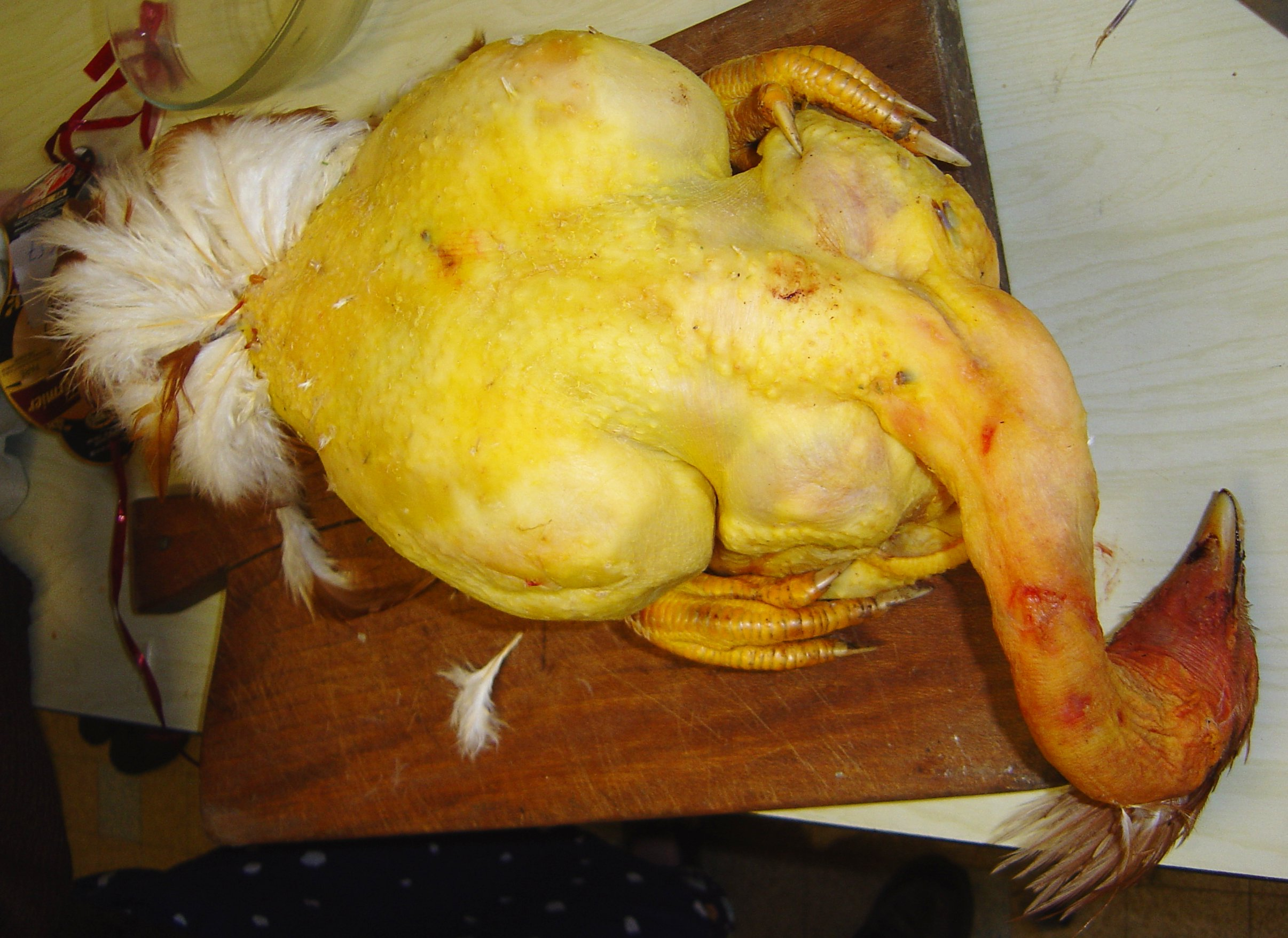
Un capó preparat per cuinar

El capó (del llatí capo) és un gall castrat o sanat per a evitar el desenvolupament de la massa muscular. L'objectiu és aconseguir pollastres de qualitat superior. La castració es fa normalment entre les 3 i les 6 setmanes de vida. La pularda és la gallina castrada.
Els capons no són gaire agressius i, sotmesos a un procés de nutrició calculada, van desenvolupant carn tendra d'un gust millorat comparat amb la carn de pollastre normal.
Normalment els capons es crien durant unes 16 setmanes fins que aconsegueixen un pes ideal d'entre 3 i 4 kg. Aquest pes és netament superior al pes que tindrien pollastres no castrats sotmesos a les mateixes condicions.
El cap de setmana anterior a Nadal la ciutat de Valls celebra la seva Fira de capons, aviram i motius nadalencs.

## Gastronomia

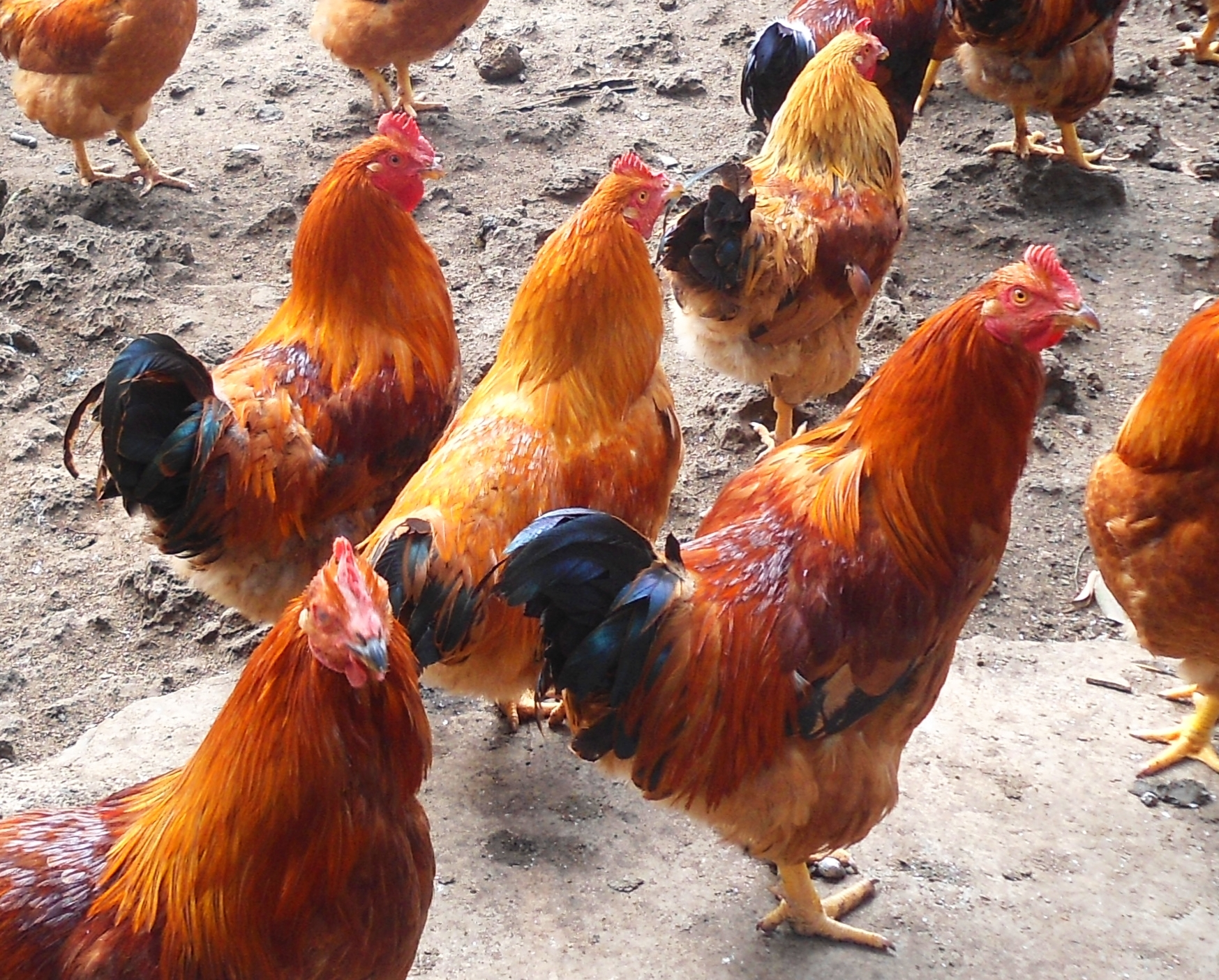

Rostir els capons requereix normalment la mateixa cura que llur criança, car és qüestió de no espatllar la carn.
El capó (farcit o no) forma part de les celebracions de Nadal a moltes taules en comptes del gall dindi. En molts llocs de Catalunya és tradicional farcir els canelons del dia de Sant Esteve amb carn picada que inclou restes dels capons del dinar del dia anterior.

## Marca Q

Logotip marca Q

Els productors de capó a Catalunya poden adherir-se al segell alimentari Marca Q de qualitat alimentària, certificació oficial atorgada pel Departament d'Agricultura, Ramaderia, Pesca i Alimentació de la Generalitat de Catalunya regulat per l'ordre de 5 de setembre de 1995
Els capons amb Marca Q provenen d'estirps seleccionades de creixement lent. La castració d'aquests animals es realitza exclusivament de forma quirúrgica. La recria es fa en locals tancats amb parc adossat. La densitat en els locals no pot superar els 4 animals per m2 de superfície interior. L'alimentació, equilibrada, depèn de l'estirp del capó. S'utilitzen matèries primeres de qualitat com els cereals i, especialment, el blat de moro dos mesos abans del sacrifici. El sacrifici no podrà realitzar-se abans dels cent cinquanta-cinc dies. Tot el procés productiu està sota el control d'una entitat de certificació independent.

## Cançó delTió de Nadal
El dia de Nadal, a l'Alt Camp es canta aquesta cançó que esmenta el capó:
 Posarem el porc en sal,
la gallina a la pastera,
per anar a missa primera,
el capó al salador,
per anar a missa major.
Caga tió
o et donaré un cop de bastó!